# Progress in Solid State Chemistry
Progress in Solid State Chemistry (abrégé en Prog. Solid State Chem.) est une revue scientifique à comité de lecture. Ce journal présente des articles originaux dans le domaine de la chimie du solide.
D'après le Journal Citation Reports, le facteur d'impact de ce journal était de 6,6 en 2014. Actuellement, la direction éditoriale est assurée par A. Reller (Université d'Augsbourg, Allemagne) et M. Subramanian (Université de l'Oregon, États-Unis).